# Saïd Youcef
Saïd Youcef est un chanteur kabyle originaire de Tadmaït en Algérie.

## Biographie
Dès son jeune âge, Saïd Youcef se lance dans la chanson.
Son premier album sort en 2000.

## Environnement artistique

### Style musical et paroles
Saïd Youcef, tout comme d'autres artistes kabyle, a été parmi ceux qui ont répandu le phénomène d'alternance codique au début des années 2000.

## Discographie

### Singles
2009 : Ya Lala
2018 : 
- C'est Fini
- Tu m'as désorienté

### Ouvrages
- Samira DEKKAR et Georgetta CISLARU (dir.), Analyse multiparamétrique des alternances codiques dans la chanson kabyle, Tizi Ouzou, Université Mouloud Mammeri, 2012, 145 p. (lire en ligne).
- Omar Ikhlef, « La chanson algérienne contemporaine : Variations sociolinguistiques et littéraires », theses.hal.science, Université Grenoble Alpes,‎ 17 octobre 2018 (HAL tel-02013402, lire en ligne, consulté le 15 août 2025)